# Theagenes (Megara)
Theagenes, auch Theagenes von Megara (altgriechisch Θεαγένης ὀ Μεγαρεύς Theagénēs ho Megareús), war ein Politiker und Tyrann im antiken Griechenland.
Um 600 v. Chr. stellte er sich an die Spitze der bäuerlichen Bevölkerung der griechischen Polis von Megara und stürzte die Oligarchie des städtischen Adels. An ihrer Stelle errichtete er eine Tyrannis, wie sie auch in zahlreichen anderen Stadtstaaten dieser Zeit entstanden. Seine Herrschaft sicherte er mit Hilfe seiner Leibgarde.
Über sein Leben ist wenig bekannt. Einige Hinweise finden sich bei Thukydides und später in der Politik und der Rhetorik des Aristoteles sowie in den Moralia Plutarchs.